# 极点之家

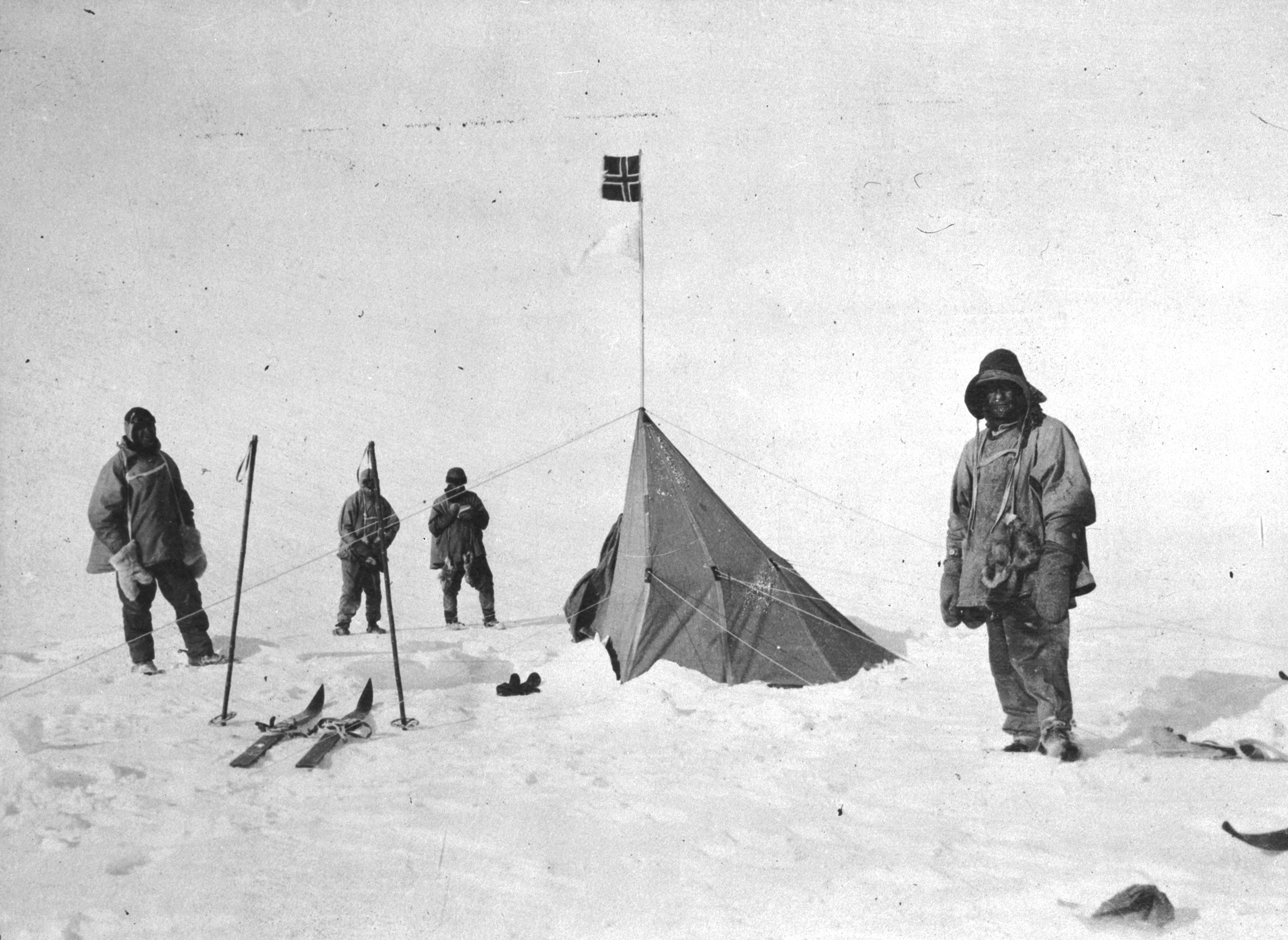
极点之家

极点之家，也音译作波尔海姆，是挪威探险家罗尔德·阿蒙森南极探险队在南极点设立的营地名称，这是人类史上首次在此处设立营地。他12月14日同其他4名队友抵达此处。
斯科特小队在1912年1月离开那里后，“极点之家”就再也没有人见过了。极点之家的确切位置取决于1911年时阿蒙森的导航精度、冰面浮动和雪层厚度。据计算，当前该帐篷位于89° 58′ 51″ S, 46° 14′ E，误差约300（980英尺）。它可能位于雪层之家17米（56英尺）处。